# Mercè Devesa i Rossell
Mercè Devesa i Rossell (Olot, 18 d'abril de 1909 – Barcelona, 7 de febrer de 1988) va ser una escriptora catalana.

## Família
Mercè Devesa és filla de l'escultor Celestí Devesa i va ser la muller de Josep Maria de Sagarra. El seu únic fill és Joan de Sagarra. Va ser la jove de Ferran de Sagarra i cunyada d'Ignasi de Sagarra.

## Biografia
Durant els anys que va viure a Olot va estar sempre en contacte amb la natura perquè la família era molt aficionada a l'excursionisme. Del seu pare va aprendre molts noms d'ocells i de plantes. Anys més tard, Josep Maria de Sagarra va dir que això i que no fos una “noia de pis” van ser de les coses que més li van agradar.
Per prescripció mèdica, des dels 7 anys passava molts hiverns a Barcelona, a casa d'una tia. Quan va començar tercer de batxillerat es va instal·lar definitivament a Barcelona on va acabar els estudis.
Als 20 anys va començar a treballar en una empresa surera de Francesc Cambó que va tancar el 1932. Llavors va començar a la Generalitat de Catalunya, primer a la secretaria de Ventura Gassol, al Departament de Cultura, i posteriorment al Departament de la Presidència.
El 1931, després del sopar de celebració dels Jocs Florals de Barcelona al restaurant Martín de la Rambla, va conèixer el poeta Josep Maria de Sagarra. Als pocs mesos van iniciar una relació sentimental que per a l'època era una mica escandalosa per coses com anar a sopar sols als millors restaurants de Barcelona.
En esclatar la guerra el 1936, Sagarra va marxar de Barcelona cap a França i, un cop a Port de la Selva, va demanar a la Mercè que hi anés per continuar el camí plegats. Al cap d'uns mesos de ser a París es van casar.
Per suggeriment dels germans Jérôme i Jean Tharaud van marxar de viatge als Mars del Sud, on van viure fins al 1937, la qual cosa va servir a Josep Ma de Sagarra per escriure La ruta blava. El 1938 van tornar a París, on va néixer el seu fill Joan.
Quan va començar Segona Guerra Mundial es van traslladar a viure a altres localitats franceses i el 1940 van tornar a Barcelona gràcies a les gestions de Mercè Devesa (qui s'hi va instal·lar primer) amb Carles Sentís.
En els anys següents, i fins a la mort d'en Sagarra, van haver de viure un cert desprestigi de l'autor que durant la república va ser el més aclamat pel públic i la crítica.

## Obra literària
Comença a escriure versos amb onze o dotze anys que publicava en un setmanari local.
Va publicar poemes (“Espiritualitat”, “Idíl·lica”, “L'oreneta i l'alosa”, “Serres pairals”, “Nit d'abril”, “Tardarenca”, “A la Verge de Montserrat”) a Revista d'Olot, L'Abella d'Or, El Deber, la majoria de caràcter religiós i paisatgístic. També va publicar a la revista barcelonina La Dona Catalana.
Formava part dels Pomells de Joventut –creació prat-ribiana- locals.
El 1931 va guanyar un accèsit als Jocs Florals de Barcelona amb el poemari “Muntanyenques”.
Ella mateixa participava en actes en els quals recitava la seva poesia.
En premsa trobem una referència a una obra, La fortuna de Sílvia, com a creació de la Mercè Devesa
La pròpia Mercè Devesa i el seu fill Joan, expliquen a Lluís Permanyer en el seu llibre Sagarra vist pels seus íntims que l'autoria de La fortuna de Sílvia és d'ella i no del seu marit, tot i que així continua sent reconeguda. Segons s'hi recull: “Pels volts del Nadal de 1946, un bon dia la Mercè li diu: “Josep, et faig una comèdia” “. L'obra va ser estrenada el 1947 i, malgrat que no va arribar a les dues setmanes en la cartellera, va rebre molt bones paraules per part de Triadú, qui la va qualificar com a “teatre de minoria” i segueix sent una de les obres preferides pels crítics. Novament, en un col·loqui moderat per la Marta Pessarrodona després de la reestrena de l'obra el 2016, el seu fill reconeix l'autoria de la Mercè Devesa, amb versió definitiva d'en Sagarra, i la reflexió de que mai s'hauria estrenat amb el nom de la seva mare.
El 1952 publica en castellà Las adelfas, una novel·la en clau on critica una de les seves cunyades, amb qui no tenia molt bona relació. Aquesta obra va rebre una molt bona acollida i bones crítiques.

### Poesia
- “Espiritualitat”, “Idíl·lica”, “Serres pairals”, “Nit d'abril”, “Tardarenca”, “A la Verge de Montserrat”; “Muntanyenques” (guanyadora de l'accèsit als Jocs Florals de Barcelona el 1931).
- «Cançoneta». Joventut Catalana, núm. 8 (24-XII-1924)
- «L'oreneta». La Dona Catalana, núm. 34 (28-V-1926), 3 (Concurs de poesia femenina)
- «Cançó». La Dona Catalana, núm. 50 (17-IX-1926), 3 (Concurs de poesia femenina)
- «L'alosa». La Dona Catalana, núm. 51 (24-IX-1926), 3 (Concurs de poesia femenina)
- «Idíl·lica». La Dona Catalana, núm. 53 (8-X-1926), 3 (Concurs de poesia femenina)
- «La poesia de la nit de Nadal». La Dona Catalana, núm. 64 (24-XII-1926)
- «La flor de jonce». La Dona Catalana, núm. 88 (10-VI-1927)[10]

### Prosa
- «La mestra de Finestrelles». La Dona Catalana, núms. 185 i 186 (19 i 26-IV-1929)

### Novel·la
- Las adelfas 1952[11][12][13][14]